# Cetopsorhamdia filamentosa
Cetopsorhamdia filamentosa är en fiskart som beskrevs av Fowler, 1945. Cetopsorhamdia filamentosa ingår i släktet Cetopsorhamdia och familjen Heptapteridae. Inga underarter finns listade i Catalogue of Life.